# کالاسپارا
کالاسپارا (به اسپانیایی: Calasparra) یکی از شهرداری‌های کومارکای شرقی و در بخش خودمختار مورسیا در کشور اسپانیا قرار دارد. تا سال ۲۰۰۴ مساحت این شهرداری ۱۸۴ کیلومتر مربع و جمعیت آن ۹۷۰۰ تَن می‌باشد. رودخانه سگورا (Segura) از این بخش می‌گذرد و تولید برنج این منطقه مشهور است.